# Кадая (Чернишевський район)
Кадая́ (рос. Кадая) — село у складі Чернишевського району Забайкальського краю, Росія. Входить до складу Новооловського сільського поселення.

## Населення
Населення — 219 осіб (2010; 307 у 2002).
Національний склад (станом на 2002 рік):
- росіяни — 99 %